# Hannah Spearritt

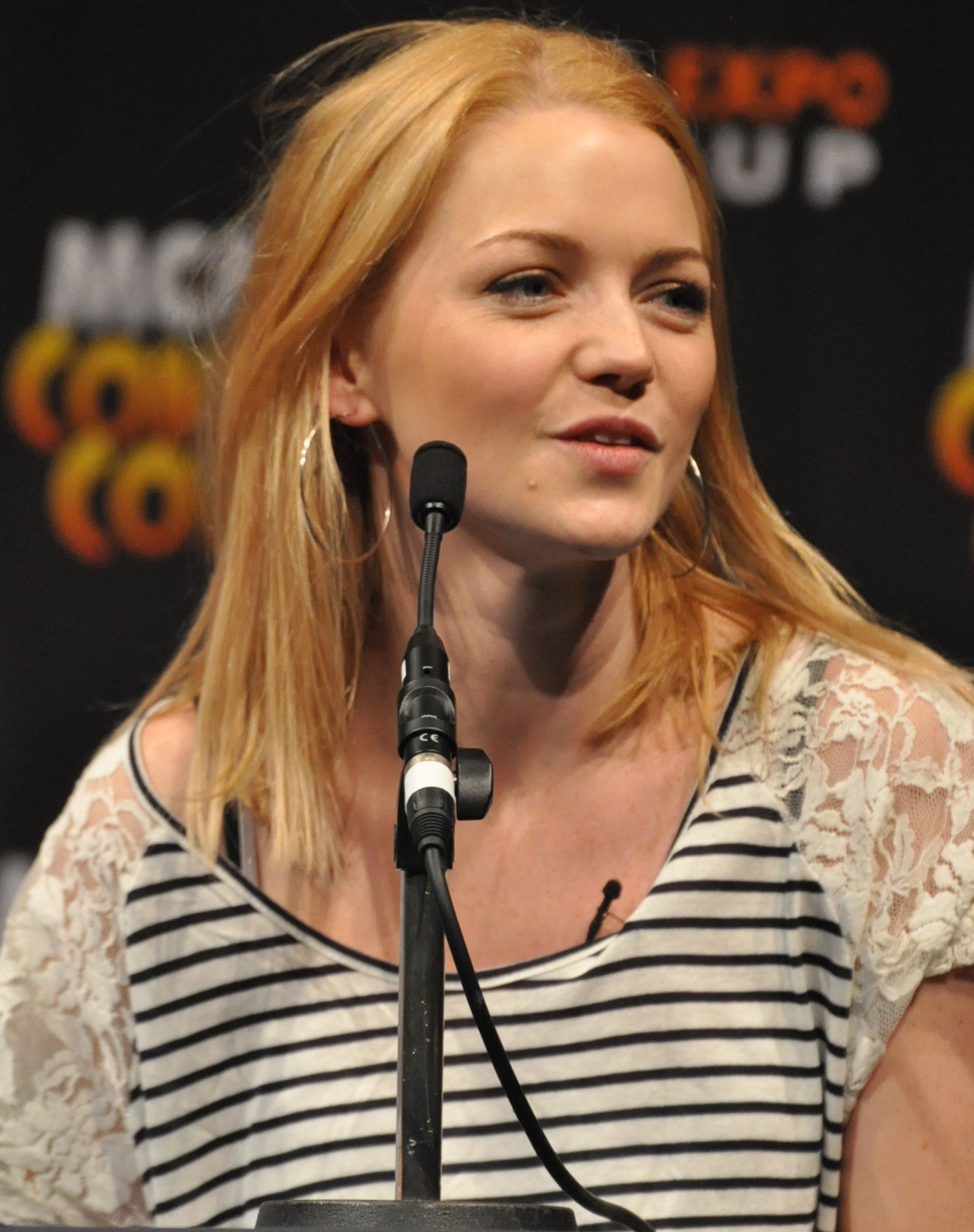
Hannah Spearritt (2013)

Hannah Louise Spearritt (* 1. April 1981 in Gorleston-on-Sea, Norfolk) ist eine britische Schauspielerin und Sängerin, die vor allem als Mitglied der Popband S Club 7 bekannt ist.

## Leben und Karriere
Spearritt wurde 1981 in Gorleston-on-Sea in der englischen Grafschaft Norfolk geboren und ist das jüngste von drei Kindern. Ihre älteren Geschwister sind Stuart Spearritt und das ehemalige Model und Modedesignerin Tanja Spearritt. Ihr Onkel Eddie Spearritt war in den 1960er-Jahren Profi-Fußballspieler bei Ipswich Town.
Spearritt begann bereits mit drei Jahren zu modeln und wurde als Jugendliche am Londoner National Youth Music Theatre angenommen. An der Schule lernte sie auch ihren späteren Freund und Bandkollegen Paul Cattermole kennen. Nach ihrem Schulabschluss begann sie in Great Yarmouth Mathematik, Medien und darstellende Künste zu studieren. Sie brach das Studium jedoch ab, nachdem sie durch ein Casting in die Band S Club 7 aufgenommen wurde. Diese wurde in Europa und den Vereinigten Staaten sowohl über ihre Musik als auch mittels der Fernsehserie S Club 7 in Miami vermarktet und hatte großen kommerziellen Erfolg. Die Serie lief in Deutschland auf dem Fernsehsender VIVA. Nachdem sich die Band 2003 aufgelöst hatte, widmete sie sich nur noch der Schauspielerei.
Von 2007 bis 2011 hatte Spearritt in der ITV1-Fernsehserie Primeval – Rückkehr der Urzeitmonster ihren bislang größten Erfolg als Schauspielerin. Sie mimte darin die Tierpflegerin Abigail „Abby“ Sarah Maitland. Die erste Folge dieser Science-Fiction-Serie über längst ausgestorbene Urzeitmonster – die durch Zeitanomalien ins England des 21. Jahrhunderts versetzt werden – sahen im Vereinigten Königreich sechs Millionen Zuschauer.
Spearritt war von 2001 bis 2006 mit ihrem ehemaligen Bandmitglied Cattermole liiert. Von 2006 bis Oktober 2013 war sie mit ihrem Schauspielkollegen Andrew Lee Potts liiert und verlobt, den sie während der Dreharbeiten zu der Serie Primeval kennengelernt hatte. Von 2013 bis 2015 war sie mit dem Personal Trainer Adam Thomas liiert und verlobt. 2015 war sie erneut kurzlebig mit Cattermole liiert. Sie ist Mutter von zwei Töchtern.

## Filmografie (Auswahl)
- 1999–2000: S Club 7 in Miami (Miami 7, Fernsehserie, 15 Folgen)
- 2001–2002: S Club 7 in Hollywood (Hollywood 7, Fernsehserie, 13 Folgen)
- 2002: Viva S Club (Fernsehserie, 13 Folgen)
- 2003: S Club Seeing Double
- 2004: Agent Cody Banks 2: Mission London (Agent Cody Banks 2: Destination London)
- 2004: Chuckys Baby (Seed of Chucky)
- 2005: Blessed (Fernsehserie, 3 Folgen)
- 2007: Agatha Christie’s Marple (Fernsehserie, eine Folge)
- 2007–2011: Primeval – Rückkehr der Urzeitmonster (Primeval, Fernsehserie, 36 Folgen)
- 2013: Death in Paradise (Fernsehserie, Folge 2.06: Der Seidenschal)
- 2015: Utopia
- 2016: Casualty (Fernsehserie, 9 Folgen)
- 2017–2018: EastEnders (Fernsehserie, 7 Folgen)